# Vencedores do Prêmio Brasil Olímpico de 2010
O Prêmio Brasil Olímpico de 2010 foi mais uma cerimônia anual promovida pelo Comitê Olímpico Brasileiro (COB) para homenagear os melhores atletas do ano. Essa edição teve uma inovação em que além de atletas individuais, times, duplas (como vôlei de praia), trios (vela), quartetos (como revezamentos do atletismo e da natação) passaram a concorrer ao Troféu Melhor do Ano no Esporte.
A escolha dos melhores em cada uma das 47 modalidades e a definição dos três indicados em cada categoria, masculina e feminina, foi feita por um júri composto por jornalistas, dirigentes, ex-atletas e personalidades do esporte. A escolha para o Troféu Melhor do Ano no Esporte é feita por este mesmo júri e pelo voto popular, através da Internet. Os vencedores foram anunciados durante a festa do Prêmio Brasil Olímpico, no dia 20 de dezembro, no Teatro do MAM, no Rio de Janeiro. A cerimônia teve como mote o esporte e a juventude.
Além dessas categorias, o Prêmio Brasil Olímpico 2010 premiou o melhor técnico individual e coletivo, os melhores atletas paraolímpicos, o melhor técnico paraolímpico e melhores atletas escolares e universitários. Ainda foram oferecidos o Troféu Adhemar Ferreira da Silva e o Troféu COI “Esporte – Inspirando Jovens” e o Troféu Personalidade Olímpica.

## Vencedores por modalidade
Foram premiados atletas de 47 modalidades:
| - Atletismo: Fabiana Murer - Badminton: Daniel Vasconcellos Paiola - Basquetebol: Tiago Splitter - Boliche: Roberta Rodrigues - Boxe: Roseli Feitosa - Canoagem Slalom: Silvia Gnadt - Canoagem Velocidade: Nivalter Santos de Jesus - Ciclismo BMX: Mayara Perez - Ciclismo Estrada: Rafael de Mattos Andriato - Ciclismo Mountain Bike: Rubens Donizete de Valeriano - Ciclismo pista: Janildes Fernandes - Esportes na Neve: Mirlene Picin - Esportes no Gelo: Fabiana Alves dos Santos - Esgrima: Cleia Guilhon - Esqui Aquático: Marcelo Giardi - Futebol: Paulo Henrique Ganso - Futsal: Alessandro Rosa Vieira (Falcão) - Ginástica Artística: Jade Barbosa - Ginástica Rítmica: Angélica Kvieczynski - Ginástica Trampolim: Daienne Lima - Handebol: Alexandra Nascimento - Hipismo Adestramento: Luiza Almeida - Hipismo CCE: Ruy Fonseca - Hipismo Saltos: Rodrigo Pessoa | - Hóquei sobre Grama: Daniel Tatara - Judô: Mayra Aguiar - Karatê: Douglas Brose - Levantamento de Peso: Fernando Reis - Lutas: Joice Silva - Maratona aquática: Ana Marcela Cunha - Natação: César Cielo - Natação Sincronizada: Seleção - Patinação Artística: Juliana Almeida - Pentatlo Moderno: Yane Marques - Pólo Aquático: Luiza Carvalho - Remo: Fabiana Beltrame - Saltos ornamentais: César Castro - Squash: Rafael Alarcon - Taekwondo: Marcio Wenceslau - Tênis: Thomaz Bellucci - Tênis de Mesa: Gustavo Tsuboi - Tiro com Arco: Bernardo Oliveira - Tiro Esportivo: Felipe Wu - Triatlo: Reinaldo Colucci - Vela: Bruno Prada e Robert Scheidt (Classe Star) - Voleibol: Seleção Masculina - Voleibol de Praia: Juliana e Larissa |